# Capi di Stato di Malta
Questo è un elenco dei capi di Stato di Malta, dall'indipendenza del paese, il 21 settembre 1964, ad oggi.
Inizialmente tale incarico era ricoperto dalla regina del Regno Unito, rappresentata nel paese da un governatore generale, analogamente agli altri Paesi membri del Commonwealth delle nazioni; con l'istituzione della Repubblica, nel 1974, fu sostituita come capo di Stato cerimoniale dal presidente.

## Stato di Malta
| Sovrano | Sovrano                   | Regno             | Regno            | Note                  |
| Sovrano | Sovrano                   | Inizio            | Fine             | Note                  |
| ------- | ------------------------- | ----------------- | ---------------- | --------------------- |
|         | Elisabetta II (1926-2022) | 21 settembre 1964 | 13 dicembre 1974 | Capo del Commonwealth |

### Governatori generali
| Governatore | Governatore | Governatore                      | Mandato           | Mandato          | Note                                 |
| Governatore | Governatore | Governatore                      | Inizio            | Fine             | Note                                 |
| ----------- | ----------- | -------------------------------- | ----------------- | ---------------- | ------------------------------------ |
| 1           |             | Maurice Henry Dorman (1912-1993) | 21 settembre 1964 | 4 luglio 1971    |                                      |
| 2           |             | Anthony Mamo (1909-2008)         | 4 luglio 1971     | 13 dicembre 1974 | Si insedia come presidente di Malta. |

## Repubblica di Malta
| Nº | Presidente | Presidente | Presidente                                      | Mandato          | Mandato          | Partito              |
| Nº | Presidente | Presidente | Presidente                                      | Inizio           | Fine             | Partito              |
| -- | ---------- | ---------- | ----------------------------------------------- | ---------------- | ---------------- | -------------------- |
| 1  |            |            | Anthony Mamo (1909-2008)                        | 13 dicembre 1974 | 27 dicembre 1976 | Nessun partito       |
| 2  |            |            | Anton Buttigieg (1912-1983)                     | 27 dicembre 1976 | 27 dicembre 1981 | Partito Laburista    |
| –  |            |            | Albert Hyzler Presidente ad interim (1916-1993) | 27 dicembre 1981 | 15 febbraio 1982 | Partito Laburista    |
| 3  |            |            | Agatha Barbara (1923-2002)                      | 15 febbraio 1982 | 15 febbraio 1987 | Partito Laburista    |
| –  |            |            | Paul Xuereb Presidente ad interim (1923-1994)   | 15 febbraio 1987 | 4 aprile 1989    | Partito Laburista    |
| 4  |            |            | Ċensu Tabone (1913-2012)                        | 4 aprile 1989    | 4 aprile 1994    | Partito Nazionalista |
| 5  |            |            | Ugo Mifsud Bonnici (1932- )                     | 4 aprile 1994    | 4 aprile 1999    | Partito Nazionalista |
| 6  |            |            | Guido de Marco (1931-2010)                      | 4 aprile 1999    | 4 aprile 2004    | Partito Nazionalista |
| 7  |            |            | Edward Fenech-Adami (1934- )                    | 4 aprile 2004    | 4 aprile 2009    | Partito Nazionalista |
| 8  |            |            | George Abela (1948- )                           | 4 aprile 2009    | 4 aprile 2014    | Partito Laburista    |
| 9  |            |            | Marie Louise Coleiro Preca (1958- )             | 4 aprile 2014    | 4 aprile 2019    | Partito Laburista    |
| 10 |            |            | George William Vella (1942- )                   | 4 aprile 2019    | 4 aprile 2024    | Partito Laburista    |
| 11 |            |            | Myriam Spiteri Debono (1952- )                  | 4 aprile 2024    | in carica        | Partito Laburista    |

## Galleria d'immagini

Stendardo reale
Bandiera del governatore generale
Bandiera del presidente

## Titolatura
| Stemma | Capo dello Stato                                                     | Capo del governo                                                                  | Periodo   |
| ------ | -------------------------------------------------------------------- | --------------------------------------------------------------------------------- | --------- |
|        | Regina di Malta (MT) Reġina ta' Malta (EN) Queen of Malta            | Primo ministro di Malta (MT) Prim Ministru ta' Malta (EN) Prime Minister of Malta | 1964-1974 |
|        | Presidente di Malta (MT) President ta' Malta (EN) President of Malta | Primo ministro di Malta (MT) Prim Ministru ta' Malta (EN) Prime Minister of Malta | Dal 1974  |